# Ortografia do crioulo cabo-verdiano
O crioulo cabo-verdiano tem sido escrito há mais de um século, mas nunca teve uma ortografia uniforme. Este artigo aborda algumas ortografias que têm sido usadas para a escrita do mesmo.

## Proposta de A. P. Brito
A proposta de António de Paula Brito , remonta a 1888, mas só veio a ser conhecida em 1984. Trata-se de um sistema fonético que foi utilizado na obra «Apontamentos para a Gramática do Crioulo que se Fala na Ilha de Santiago», da autoria do próprio A. P. Brito.
- Como sistema fonético, tem tendência para que cada letra represente apenas um som, e que cada som seja representado por apenas uma letra.
- O som [s] é representado apenas pela letra s, mesmo entre vogais.
- O som [z] é representado sempre pela letra z.
- O som [ɲ] é representado pelo dígrafo nh.
- O som [ʧ] é representado pelo dígrafo ch.
- O som [ʤ] é representado pelo dígrafo jh.
- O som [ʃ] é representado sempre pela letra x.
- O som [ʒ] é representado sempre pela letra j.
- O som [k] é representado sempre pela letra k.
- O som [ɡ] é representado sempre pela letra g, mesmo antes das letras e e i.
- A nasalidade das vogais é representada sempre com um til sobreposto, portanto, ã, ẽ, ĩ, õ e ũ.
- A letra e nunca tem o valor de [i] ou de [ɨ].
- A letra o nunca tem o valor de [u].

## A escrita de E. Tavares
Eugénio Tavares foi um dos primeiros poetas a escrever em crioulo. Embora ele não tenha explicitamente desenvolvido um sistema de escrita, ele merece menção pelo volume de obras em crioulo que ele produziu. Trata-se de um sistema etimológico, e como tal apoia-se nas regras de ortografia do português, mas adaptadas às características próprias do crioulo da Brava.
- O som [s] é representado conforme a grafia do étimo em português: por c antes de e ou i, por ç, por s ou por ss.
- O som [z] é representado contorne a grafia do étimo em português: por s ou por z.
- O som [ɲ] é representado por nh.
- O som [ʧ] é representado por ch.
- O som [ʤ] é representado por j.
- O som [ʃ] é representado por x.
- O som [ʒ] é representado por g antes de e ou i, ou por j (o que pode causar confusão com [ʤ]).
- O som [k] é representado conforme a grafia do étimo em português: por c ou por qu antes de e ou i.
- O som [ɡ] é representado conforme a grafia do étimo em português: por g ou por gu antes de e ou i.
- A nasalidade das vogais é representada depois das vogais, ora com a letra n, ora com a letra m.
- A letra e tem valor de [i] na conjunção copulativa e no fim das palavras. Noutros casos (inclusive em posição átona) é pronunciada [i], [e] ou [ɛ].
- A letra o tem o valor de [u] apenas no fim das palavras. Noutros casos (inclusive em posição átona) ou é pronunciada [o] ou [ɔ]
- Nos monossílabos, as vogais geralmente levam um acento gráfico, mesmo quando a grafia usada por E. Tavares não corresponde à pronúncia. Ex.: o que E. Tavares escreve como cré, é, só na realidade é pronunciado [kɾe], [e], [so] (com ê e ô fechados).

## A escrita de S. Frusoni
Sérgio Frusoni foi um poeta de meados do séc. XX que escreveu em crioulo. Tal como E. Tavares, produziu extensa obra e merece igualmente menção pela escrita etimológica que ele usou, mas neste caso adaptada às características próprias do crioulo de São Vicente.
- O som [s] é representado conforme a grafia do étimo em português: por c antes de e ou i, por ç, por s ou por ss.
- O som [z] é representado conforme a grafia do étimo em português: por s ou por z.
- O som [ɲ] é representado por nh.
- O som [ʧ] é representado por tch.
- O som [ʤ] é representado por dj.
- O som [ʃ] é representado conforme a grafia do étimo em português: por ch ou por x.
- O som [ʒ] é representado conforme a grafia do étimo em português: por g antes de e ou i, ou por j.
- O som [ʎ] é representado por lh.
- O som [k] é representado conforme a grafia do étimo em português: por c ou por qu antes de e ou i.
- O som [ɡ] é representado conforme a grafia do étimo em português: por g ou por gu antes de e ou i.
- A nasalidade das vogais é representada depois das vogais, ora com a letra n, ora com a letra m.
- A letra e só tem valor de [i] na conjunção copulativa. Noutros casos (inclusive em posição átona) ou é pronunciada [e] ou [ɛ], ou representa a elisão dos sons [i] e [u] que desaparecem frequentemente no crioulo de São Vicente. No entanto, nas palavras d’, qu’, s’ S. Frusoni utiliza o apóstrofo.
- A letra (inclusive em posição átona) o nunca tem o valor de [u].
- Nos monossílabos, as vogais levam geralmente um acento gráfico.

## A proposta do colóquio de Mindelo
Em 1979 decorreu o Colóquio Linguístico de Mindelo na cidade do mesmo nome. Uma das resoluções saídas desse colóquio foi a adopção de um alfabeto experimental para ser adoptado no ensino bilingue. Trata-se de um sistema fonético, que foi inspirado no Alfabeto de Referência Africano (African Reference Alphabet ), adoptado em Niamey em 1978, mas com algumas modificações adaptadas às especificidades do crioulo.
- Como sistema fonético, tem tendência para que cada letra represente apenas um som, e que cada som seja representado por apenas uma letra.
- O som [s] é representado apenas pela letra s, mesmo entre vogais.
- O som [z] é representado sempre pela letra z.
- O som [ɲ] é representado por n̂.
- O som [ʧ] é representado por ĉ.
- O som [ʤ] é representado por ĵ.
- O som [ʃ] é representado sempre por ŝ.
- O som [ʒ] é representado sempre por ẑ.
- O som [ʎ] é representado por l̂.
- O som [ŋ] é representado por n̈ (n com trema).
- O som [k] é representado sempre pela letra k.
- O som [ɡ] é representado sempre pela letra g, mesmo antes das letras e e i.
- A nasalidade das vogais é representada sempre com a letra n depois das vogais, portanto, an, en, in, on e un.
- A letra e nunca tem o valor de [i] ou de [ɨ].
- A letra o nunca tem o valor de [u].
- O som [ɛ] é sempre representado por é.
- O som [ɔ] é sempre representado por ó.

Apesar de esse sistema ter sido utilizado por alguns escritores, não chegou a ter aceitação. Isso deveu-se ao choque que um sistema fonético provocou ante os hábitos de escrita etimológica, e devido a dificuldades tipográficas em representar certos caracteres.

## ALUPEC
O ALUPEC é a convenção mais recente para a escrita do cabo-verdiano. Surgiu em 1994, da tentativa de compromisso entre a ortografia proposta em 1979 e hábitos de escrita etimológica, elaborado pela Grupo de Padronização da Língua Cabo-verdiana.